# جفت‌شدن کومادا

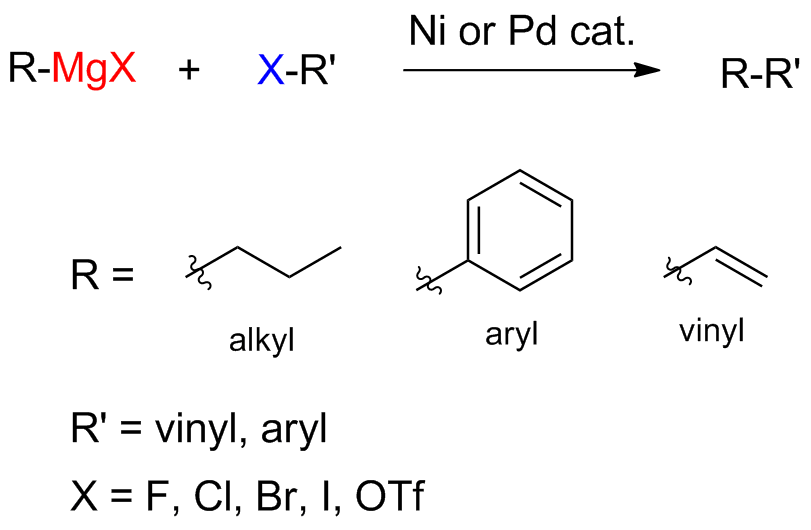
طرح کلی جفت‌شدن کومادا

جفت‌شدن کومادا(به انگلیسی: Kumada coupling) گونه‌ای از واکنش جفت‌شدن در شیمی آلی است که برای تشکیل پیوند کربن-کربن مورد استفاده قرار می‌گیرد. طی این واکنش که در حضور کاتالیزورهایی چون نیکل یا پالادیم صورت می‌گیرد، یک واکنشگر گرینیارد با یک آریل، آلکیل یا وینیل هالید واکنش داده و یک زنجیره یکپارچه کربنی را تشکیل می‌دهد. واکنش کومادا نخستین بار توسط شیمیدان ژاپنی ماکوتو کومادا در سال ۱۹۷۲ میلادی کشف و معرفی شد.

## سازوکار
سازوکار پذیرفته شده برای جفت‌شدن کومادا به صورت زیر است: